# 文代爾 (愛達荷州)
文代爾（英語：Wendell）是一個位於美國愛達荷州古丁縣的城市。

## 地理
文代爾的座標為42°46′34″N 114°42′10″W / 42.77611°N 114.70278°W，而該地的平均海拔高度為1046米（即3432英尺）。

## 人口
根據2010年美國人口普查的數據，文代爾的面積為3.65平方千米，當中陸地面積為3.64平方千米，而水域面積為0.01平方千米。當地共有人口2782人，而人口密度為每平方千米762.19人。